# わが祖国 (スメタナ)
『我が祖国』（わがそこく、チェコ語: Má Vlast）は、ベドルジフ・スメタナの代表的な管弦楽曲で、1874年から1879年にかけて作曲された6つの交響詩からなる連作交響詩。第2曲『ヴルタヴァ』（モルダウ、ブルタバ）が特に著名である。
各楽曲の初演は1875年から1880年にかけて、別々に行われており、全6作通しての初演は1882年11月5日、プラハ国民劇場横のジョフィーン島にある会場において、アドルフ・チェフの指揮の下で行われた。

## 概要

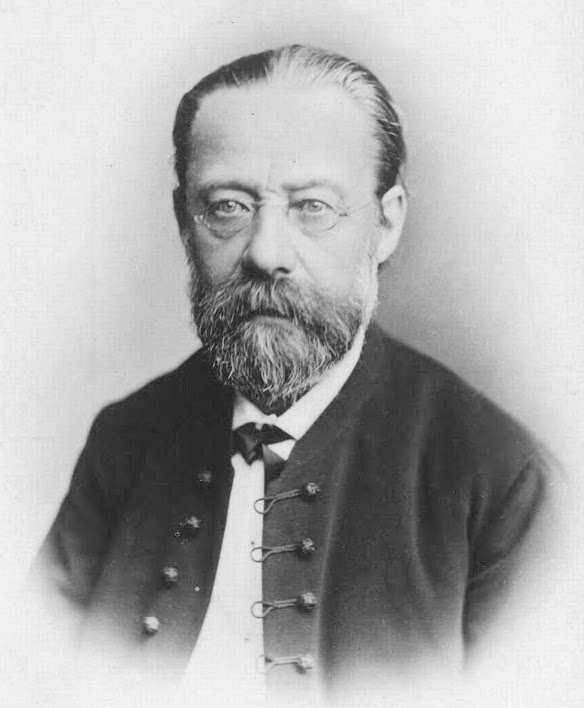
ベドルジハ・スメタナ（1880年以前に撮影）

スメタナは1856年から1861年まで、故国ボヘミアを離れてスウェーデンのヨーテボリでピアニストおよび指揮者として活動していたが、この時期にリストの影響を受けて『リチャード三世』作品11（1857年 - 1858年）、『ヴァレンシュタインの陣営』作品14（1858年 - 1859年）、『ハーコン・ヤール』作品16（1861年 - 1862年）の3曲の交響詩を作曲している。これらはスメタナの作品の中ではあまり知られていないが、それぞれシェイクスピアの戯曲、三十年戦争を扱ったシラーの戯曲、中世のノルウェー王ハーコン・シグルザルソンを題材としたもので、いずれも特に国民主義的な作品ではない。
チェコ国民音楽として記念碑的な作品を交響詩の連作の形で創作しようとスメタナが考えたのは、オペラ『リブシェ』を作曲していた1869年から1872年の間のことであると言われる。当初は「ジープ」（Říp ）、「ヴィシェフラド」、「ヴルタヴァ」、「リパニー」（Lipaný ）、「ビーラー・ホラ」（Bílá hora ）の5つの地名を各曲の題名として構想していたが、最終的には『ヴィシェフラド』、『ヴルタヴァ』、『シャールカ』、『ボヘミアの森と草原から』、『ターボル』、『ブラニーク』の6曲が作曲された。
作曲は『リブシェ』の完成後すぐに着手され、第1曲『ヴィシェフラド』が1874年に完成した。これと前後してスメタナは聴覚を失っているが、作曲活動は続けられ、最後の第6曲『ブラニーク』は1879年に完成した。
当時の聴衆にとって「交響詩」がなじみの薄いジャンルであったことに配慮して、スメタナは自ら解説を書いて楽曲の意図が理解されるよう努めた。さらに楽譜にも、標題のページだけでなく楽曲の各箇所に注釈が記されている。

## 演奏時間
順に約14、12、10、13、12、13分。合計で約74分程度。

## 楽器編成
ピッコロ、フルート2、オーボエ2、クラリネット2、ファゴット2、ホルン4、トランペット2、トロンボーン3、チューバ、ティンパニ、トライアングル（第5曲を除く）、バスドラム（第2曲のみ）、シンバル、ハープ（第1曲：2、第2曲：1）、弦五部（チェロが2部に分かれており、本曲では弦楽合奏は全体で6部になっている）

## 曲の構成

### 第1曲：ヴィシェフラド
原題：Vyšehrad

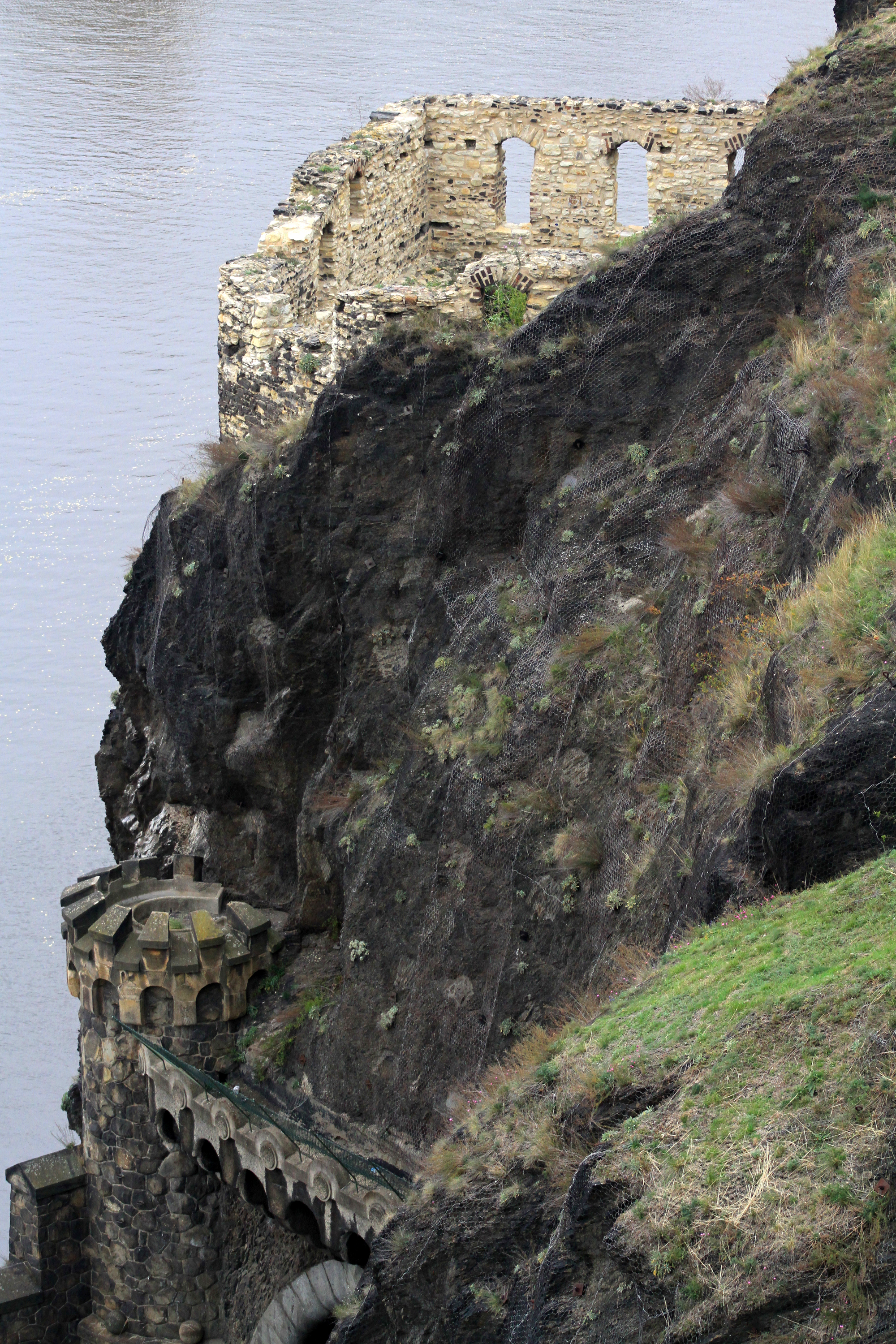
ヴルタヴァ川河畔にあるヴィシェフラド城の遺構

1872年から1874年の間に構想され、1874年9月末から11月18日にかけて作曲された。6曲のうちで唯一、スメタナが失聴する前にかなりの部分が出来上がっていた。初演は1875年3月14日。変ホ長調。この曲はプラハにあるヴィシェフラド城を題材としている。ヴィシェフラドは「高い城」を意味し、そのように題名が訳されることもある。この城は、ボヘミア王国の国王が居城としていたこともある城であったが、戦乱によって破壊され廃墟となった。
1874年夏の間にスメタナの聴力は徐々に衰えるようになり、それから間もなく完全に失聴してしまう。スメタナは、仮劇場の支配人であるアントニーン・チーセックへ宛てた辞表の中で、段階的だが急速な失聴について述べている。全ての音から隔絶された状況が続く（完全失聴）なか治療が行われたが、結局成功することはなかった。
曲は、吟遊詩人（Lumír）のハープで始まり、この詩人が古の王国の栄枯盛衰を歌う、というのが内容である。冒頭のハープの音色のあと、城の工廠の響きに転換する。この部分で現れる主題は『わが祖国』全曲を通じて繰り返し用いられる。4つの音で構成される主題（B♭-E♭-D-B♭）がヴィシェフラド城を示しており、第2曲『ヴルタヴァ』の終わりと第6曲『ブラニーク』の終わりにも提示される。この主題の最初の部分には、スメタナの名前の頭文字B.S.が音として刻まれている。
冒頭のアルペッジョでは、2台のハープが必要とされる。属七の和音のあと、管楽器が主題を引き継ぎ、弦楽器がそれに続いて、やがてオーケストラの全楽器によるクライマックスに達する。次のパートでは、スメタナは速いテンポを用いて城の歴史を呼び覚まし、これは行進曲に発展する。表面上は明るいクライマックスは、城の衰退を描写する下降パッセージで中断され、音楽は静かになる。そして、冒頭の主題が再び提示され、現在では廃墟となってしまった城の美しさを再び奏でる。音楽は静かに終わり、城の下を流れるヴルタヴァ川の描写に続く。

### 第2曲：ヴルタヴァ
原題：Vltava

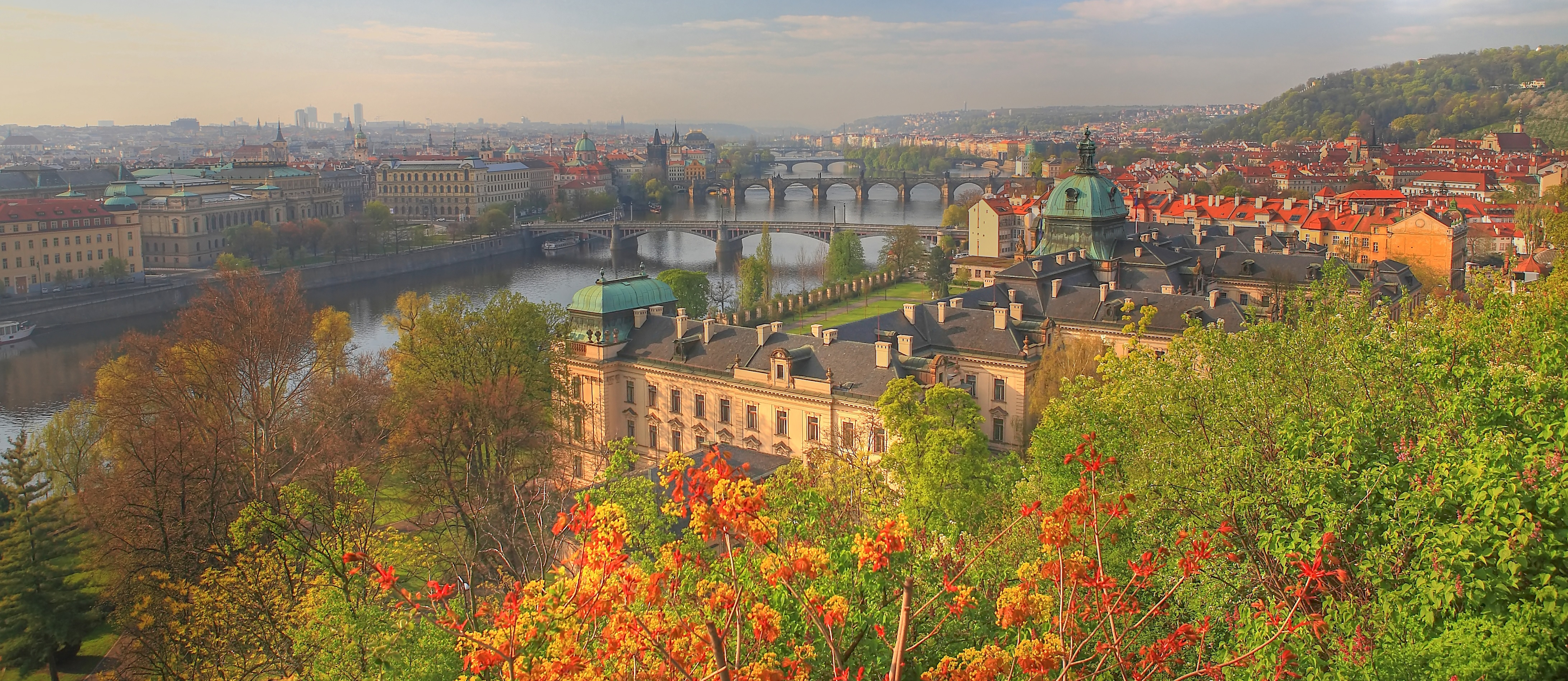
プラハ市街を流れるヴルタヴァ川（ドイツ語名：モルダウ川）

1874年11月20日から12月8日の間に作曲され、初演は1875年4月4日にアドルフ・チェフの指揮で行われた。ホ短調。『モルダウ』（ドイツ語: Die Moldau、英語: The Moldau）の名でも知られる。『バルタバ』·『ブルタバ』とも表記する。
この楽曲でスメタナは、ボヘミアの大きな川の一つの音を呼び起こすために象徴音型を用いた。スメタナは、以下のように述べている。

この曲は、ヴルタヴァ川の流れを描写している。ヴルタヴァ川は、Teplá Vltava と Studená Vltava と呼ばれる2つの源流から流れだし、それらが合流し一つの流れとなる。そして森林や牧草地を経て、農夫たちの結婚式の傍を流れる。夜となり、月光の下、水の妖精たちが舞う。岩に潰され廃墟となった気高き城と宮殿の傍を流れ、ヴルタヴァ川は聖ヤン（ヨハネ）の急流 (cs) で渦を巻く。そこを抜けると、川幅が広がりながらヴィシェフラドの傍を流れてプラハへと流れる。そして長い流れを経て、最後はラベ川（ドイツ語名：エルベ川）へと消えていく。

この曲は6曲中にとどまらず、スメタナの全楽曲の中でも最も有名なもので、単独で演奏されたり録音されることも多い。最初の主題は歌曲や合唱曲に編曲されて歌われたり、ジャズやロックへとアレンジして演奏されることもある（#編曲を参照）。
最初の主題には、15世紀から16世紀にかけてイタリアで活動したテノール歌手ジュゼッペ・チェンチ作の『ラ・マントヴァーナ』に由来するメロディが改変されて用いられている。同曲はモルドバ（モルダヴィア）などにも伝わり、民謡の一節に流用され、イスラエルの国歌『ハティクヴァ』のメロディの基礎ともなっている。スメタナの祖国ボヘミアにおいても、民謡"Kočka leze dírou"に用いられている。スメタナはこの『ラ・マントヴァーナ』に由来する祖国の民謡のメロディを、第1主題として採り入れたものと思われる。
楽曲の最終部分には、第1曲『ヴィシェフラド』の主題も組み込まれている。その他、ヨーゼフ・ランナーの『旅の行進曲』（作品130）のメロディが一部引用されている。

### 第3曲：シャールカ
原題：Šárka

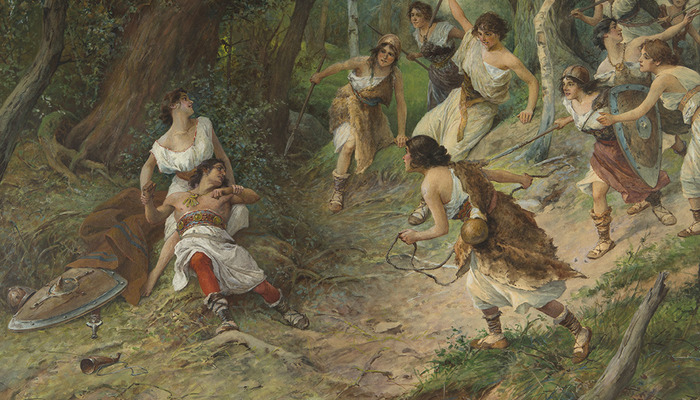
乙女戦争の中の、シャールカの罠にツチラトがまんまと嵌る場面を描いた絵画

1875年2月20日に完成した。初演はアドルフ・チェフの指揮で行われたが、日付については2説あり、1876年12月10日もしくは1877年3月17日とされる。
シャールカとは、プラハの北東にある谷の名であり、その由来は男たちと女たちが死闘を繰り広げたというチェコの伝説『乙女戦争』に登場する勇女の名である。
ある日彼女は、自分の体を木に縛りつけ、苦しんでいるように芝居をする。そこにツチラトとその配下たちが通りかかる。ツチラトによって縄をほどかれたシャールカは、助けてもらったお礼にと酒をふるまう。すっかり彼らの気が緩んだ頃、シャールカは角笛を吹いて味方の女戦士たちを呼ぶ。ツチラトは捕虜となり、彼の配下は皆殺しにされる。
これが物語の大筋であるが、スメタナが作曲した音楽にはこの物語の様子をファゴットで男たちのいびきを表現したり、金管楽器がシャールカの吹く角笛の音を表すなどの工夫がされており、大変迫力のある劇的なものになっている。

### 第4曲：ボヘミアの森と草原から
原題：Z českých luhů a hájů
1875年10月18日に完成し、初演はそれから約8週間後の同年12月10日に行われた。この曲は、チェコ（ボヘミア）の田舎の美しさを描写しており、鬱蒼とした深い森を思わせる暗い響きで始められる。何かの物語を描写しているわけではないが、曲が進むと夏の日の喜び、収穫を喜ぶ農民の踊り、祈りの情景、喜びの歌が繰り広げられる。そして後半は、チェコの国民的舞踊でもあるポルカが盛大に続けられる。

### 第5曲：ターボル
原題：Tábor
1878年12月13日に完成し、初演は1880年1月4日に行われた。この曲と次の『ブラニーク』は、15世紀のフス戦争におけるフス派信徒たちの英雄的な戦いを讃えたものである。ターボルとは南ボヘミア州の古い町で、フス派の重要な拠点であった。ボヘミアにおける宗教改革の先駆者ヤン・フス（1369年 - 1415年）は、イングランドのジョン・ウィクリフに影響を受け、堕落した教会を烈しく非難して破門され、コンスタンツ公会議の決定で焚刑に処せられた。しかしその死後、その教理を信奉する者たちが団結し、フス戦争を起こす。この戦いは18年にも及ぶものであったが、結果としてフス運動は失敗に終わる。しかし、これをきっかけにチェコ人は民族として連帯を一層深めることになった。フス派の讃美歌の中で最も知られている『汝ら神の戦士』が全篇を通じて現れ、これは『ブラニーク』でも引き続き用いられる。

### 第6曲：ブラニーク
原題：Blaník

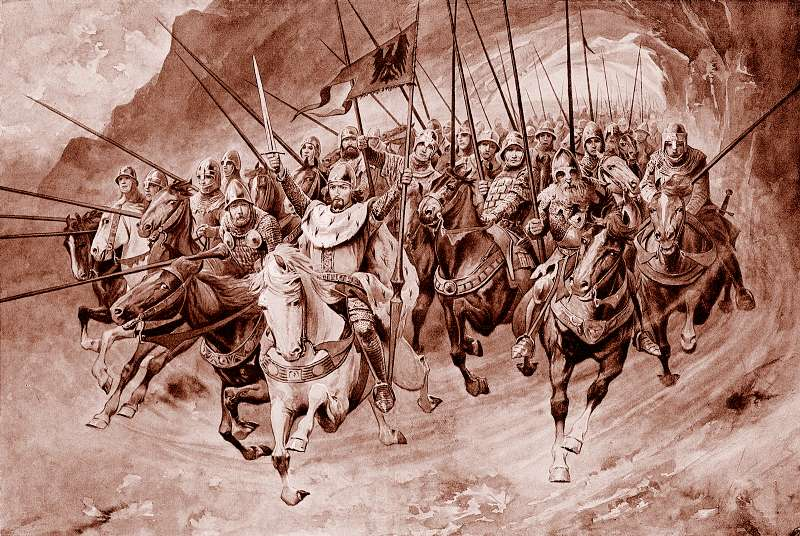
白馬にまたがりブラニーク山の騎士団を率いるチェコの守護聖人、聖ヴァーツラフ

1879年3月9日に完成し、第5曲『ターボル』と共に1880年1月4日に初演された。スメタナは両曲を一緒に演奏することを望んだ。
ブラニークは中央ボヘミア州にある山で、ここにはフス派の戦士たちが眠っており、また讃美歌に歌われる聖ヴァーツラフの率いる戦士が眠るという伝説もある。伝説によれば、この戦士たちは国家が危機に直面した時、それを助けるために復活する（しばしば、全方位からの4つの敵国軍の攻撃に対してとも述べられる）。
音楽的には、『ターボル』から切れ間なく演奏される。前曲から持ち越された主題は、まるで戦いの直後の中にいるかのように演奏される。そのため、この第5曲と第6曲は、第1曲と第2曲のようにペアとして扱われる。ヴルタヴァ川の旅の最後（第2曲『ヴルタヴァ』の最終部）で現れる『ヴィシェフラド』の主題は、『ブラニーク』の最後部にも再現する。『ターボル』にも使われたフス教徒の讃美歌『汝ら神の戦士』が高らかに響き、希望に満ちた未来を暗示しながら、連作の最後を飾るのに相応しく勇壮なクライマックスをもって曲を閉じる。この讃美歌におけるオリジナルの詞は、「最後には彼とお前が常に勝利と共にある」であり、チェコ国家の最終的勝利を映し出している。

## 編曲
- スメタナ自身による、ソロ・ピアノとピアノ4手連弾版の編曲が『わが祖国』全6曲に存在する。
- 第2曲『ヴルタヴァ』（モルダウ）の最初の主題は、他の作曲家によって歌詞をつけて合唱曲や歌曲にも編曲されている。日本でも、石桁真礼生による『モルダウの流れ』などいくつかの編曲があるが、岩河三郎が作詞、編曲した混声三部合唱編曲版『モルダウ』が広く知られる。これは『ヴルタヴァ』の構成を大幅に簡略化して短くまとめ、歌詞をつけてピアノと混声合唱のために編曲したものである。またハンス・アイスラーが第二次世界大戦中に『モルダウの歌（ドイツ語: "Das Lied von der Moldau"）』として発表している。ポピュラー編曲では以下の例がある。
  - さだまさし『男は大きな河になれ』（1987年 映画『次郎物語』主題歌・アルバム『夢回帰線』収録）
  - イルカ『いつか見る虹〜"モルダウ"から〜』（NHK「みんなのうた」で放送）
  - 斉藤和義『モルダウの流れ』（2006年 アルバム『俺たちのロックンロール』収録）
  - 平原綾香『Moldau』（2009年 シングル『ミオ・アモーレ』C/W）
- 『ヴルタヴァ』の吹奏楽編曲には、ピエール・デュポン、保科洋、淀彰、高橋徹（オランダ語版）、ヨス・ファン・デ・ブラーク(オランダ語版)、ジョン・モーティマー(オランダ語版)、鈴木栄一らによるものがある。

## 備考
- この曲は、毎年行われるプラハの春音楽祭のオープニング曲として演奏されることが恒例になっている。1989年11月のビロード革命で共産党の一党独裁制が倒された直後に行われた1990年のプラハの春音楽祭では、1948年のチェコスロバキア政変による共産党政権成立によって西側へ亡命していた指揮者ラファエル・クーベリックがチェコ・フィルに復帰して、この曲を指揮している[8]。
- 初演から100年に当たる1982年に、記念演奏会が東京で開催された。演奏はヴァーツラフ・ノイマン指揮、チェコ・フィルハーモニー管弦楽団による。公演はライブ録音されてNHKで放送され、翌年レコードとして発売された。